# Saxifraga presolanensis
Saxifraga presolanensis är en stenbräckeväxtart som beskrevs av Engler. Saxifraga presolanensis ingår i Bräckesläktet som ingår i familjen stenbräckeväxter. Inga underarter finns listade i Catalogue of Life.